# Ibrahim Traoré
Ibrahim Traoré (Kéra, Burkina Faso, 14 de marzo de 1988) es un militar burkinés con el rango de capitán. Es el actual presidente interino de Burkina Faso, desde el 6 de octubre de 2022, tras el golpe de Estado del 30 de septiembre del mismo año, que derrocó al presidente interino Paul-Henri Sandaogo Damiba. A sus 37 años, es actualmente el segundo líder estatal en ejercicio más joven del mundo y el presidente en ejercicio más joven.

## Biografía
Ibrahim Traoré nació el 14 de marzo de 1988, en Kéra, de la aldea burkinés de Bondokuy.
Recibió su educación primaria en su aldea natal. Asistió a la escuela secundaria mixta de Accart-ville de Bobo-Dioulasso donde obtuvo el bachillerato en 2006; ahí se hizo conocido por ser "tranquilo" y "muy talentoso".
Estudió Geología en la Universidad de Uagadugú, donde formó parte de la Asociación de Estudiantes Musulmanes y de la Association nationale des étudiants du Burkina (Asociación Nacional de Estudiantes de Burkina) (ANEB), una organización marxista. En este último llegó a delegar y se hizo conocido por defender a sus compañeros en las disputas. Se graduó de la universidad con honores.
Lo enviaron a Marruecos para entrenamiento antiaéreo antes de ser transferido a una unidad de infantería en Kaya, un pueblo en el norte de Burkina Faso.

### Carrera militar
Se unió al ejército de Burkina Faso en 2009 y rápidamente comenzó a escalar posiciones. También, se graduó en la Academia Militar Georges-Namoano.
En 2012 se convirtió en segundo teniente. Ascendió al rango de teniente en 2014. Traoré se unió a MINUSMA, una fuerza de mantenimiento de la paz de las Naciones Unidas involucrada en la guerra de Malí. En 2018 fue citado como uno de los soldados de la MINUSMA que "mostró coraje" durante los principales ataques rebeldes en la región de Tombuctú. Posteriormente regresó a Burkina Faso, donde ayudó en las operaciones contra la escalada de la insurgencia yihadista. Traoré luchó en Djibo, en la "ofensiva de Otapuanu" de 2019 y en varias otras operaciones de contrainsurgencia en el norte del país.
Fue ascendido a capitán en 2020. Traoré afirmó más tarde que se desilusionó con el liderazgo de su país en esa época, al ver la falta generalizada de equipo de los soldados burkineses, mientras los políticos repartían "maletas de dinero" para sobornos. Poco a poco se convirtió en portavoz de los soldados estacionados en el norte que estaban frustrados por su gobierno.

## Ascenso al poder
Formó parte del grupo de oficiales del ejército que apoyó el golpe de Estado de Burkina Faso de enero de 2022 y llevó al poder a la junta militar del Movimiento Patriótico para la Salvaguardia y Restauración. Desde marzo de 2022, se desempeñó como jefe de un regimiento de artillería en Kaya.

Se discute si alguna vez estuvo asociado con las fuerzas especiales "Cobra", una unidad antiterrorista fundada en 2019. Según varias fuentes, como la BBC, Al Jazeera y Die Tageszeitung, formó parte de la unidad en algún momento. Sin embargo, la revista de noticias Jeune Afrique declaró que nunca estuvo asociado con las "Cobras".

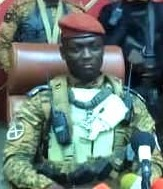
El capitán Traoré, durante la reunión con los secretarios generales de Burkina Faso.

Muchos partidarios del golpe de enero quedaron descontentos con la actuación de Paul-Henri Sandaogo Damiba, líder de la junta, por su incapacidad para contener la insurgencia yihadista. Traoré afirmó más tarde que él y otros oficiales habían intentado que Damiba "volviera a centrarse" en la rebelión, pero finalmente optó por derrocarlo porque "sus ambiciones se estaban desviando de lo que nos propusimos hacer". La insatisfacción por la situación fue mayor entre los oficiales más jóvenes que lucharon contra los rebeldes en el frente. Además, hubo retrasos en el pago de las tropas "Cobra".
Cuando los conspiradores lanzaron su golpe el 30 de septiembre, Traoré tenía el rango de capitán La operación se llevó a cabo con el apoyo de la unidad "Cobra". Traoré se autoproclamó nuevo jefe del Movimiento Patriótico para la Salvaguardia y Restauración.
El 6 de octubre también asumió el cargo de presidente interino como "jefe de Estado, jefe supremo de las Fuerzas Armadas". Inicialmente prometió celebrar elecciones democráticas en julio de 2024.

## Presidencia
Como presidente, mantuvo su comportamiento enigmático y muy formal por el que ya era conocido antes de llegar al poder. Mantuvo un estricto control de su comunicación y trató cuidadosamente de presentarse como un líder de guerra adecuado, posiblemente para evitar la mala imagen pública de sus predecesores. En su presidencia, también se ha producido un aumento de la propaganda gubernamental en los medios y las redes sociales de Burkina Faso. Políticamente, Sophie Douce, periodista de Le Monde, describió a Traoré como influenciado por el marxismo y el panafricanismo. Así mismo, su gobierno expulsó a las tropas francesas en el país que asistían en la lucha contra la insurgencia en el país.
En la primavera de 2023, Traoré cuestionó una restauración de la democracia en el país, afirmando que no se podrían celebrar elecciones a menos que se repeliera a los insurgentes y se mejorara la situación de seguridad. El 26 de septiembre de 2023, un grupo de militares descontentos se alzaron e infructuosamente, trataron de derrocar a Traoré. En julio de 2024, su gobierno anunció sus intenciones de criminalizar la homosexualidad en el país.
En abril de 2025, su gobierno anunció que habían prevenido un plan para un golpe de estado, acusando al gobierno de Costa de Marfil de apoyar dicho plan.

### Insurgencia
La insurgencia de los grupos yihadistas en Burkina Faso ha sido una de las prioridades de la presidencia de Traoré. En su primer mes en el poder, su gobierno lanzó una campaña de reclutamiento para los Voluntarios para la Defensa de la Patria, una fuerza auxiliar, logrando reclutar alrededor de cincuenta mil personas. En abril de 2023, Traoré declaró una "movilización general" de la población para apoyar a los militares, a raíz del incremento de los ataques por parte de estos grupos. En julio, su gobierno implemento nuevas tasas de impuestos, con miras a incrementar los fondos de los militares. El 23 de mayo de 2024, Traoré llamó a la población a asistir a los militares en la excavación de trincheras alrededor de los asentamientos. 
Sin embargo, según expertos, la violencia ha empeorado tras la llegada de Traoré al poder. El 24 de agosto de 2024, yihadistas de Jama'at Nasr al-Islam wal Muslimin llevaron a cabo una masacre contra más de seiscientas personas que estaban excavando trincheras alrededor de Barsalogho.

## Presunta asociación con Rusia
Según Reuters y el New York Times, se sospechaba que Traoré tenía una conexión con la organización militar privada rusa Grupo Wagner debido a que había expresado opiniones antifrancesas y prorrusas. Cuando Traoré entró en Uagadugú, la capital de la nación, sus seguidores vitorearon y algunos ondearon banderas rusas. El Gobierno de Ghana alegó públicamente que Traoré comenzó a colaborar con el Grupo Wagner después del golpe, alistando a los mercenarios contra los rebeldes yihadistas. Traoré lo negó, afirmando que "nuestros Wagner son el VDP", en referencia a los Voluntarios para la Defensa de la Patria.

### Discurso en la Cumbre Rusia-África
El 29 de julio de 2023, tras la Cumbre Rusia-África de 2023, Traoré dijo que el pueblo de su país apoya a Rusia y comunicó que se había tomado la decisión de reabrir la embajada rusa, que fue cerrada en 1992. Según el periódico Le Monde en mayo de 2023, «el régimen de Traoré parece, por el momento, favorecer el uso de sus propias fuerzas en la lucha contra los yihadistas» y no ha pedido ayuda a los rusos de Wagner.

## Imagen pública
Según Farouk Chothia, de BBC News, Traoré ha "construido la imagen de un líder panafricanista decidido a liberar a su nación de lo que él considera las garras del imperialismo occidental y el neocolonialismo".